# Moje królestwo
Moje królestwo – album koncertowy piosenkarki  Edyty Geppert i pianisty Krzysztofa Herdzina. Wydawnictwo ukazało się 1 maja 2006 roku nakładem wytwórni muzycznej Agencja Artystyczna Edyta w dystrybucji EMI Music Poland.
Nagrania dotarły do 24. miejsca zestawienia OLiS. 8 lutego 2012 roku płyta uzyskała certyfikat złotej.

## Lista utworów
Opracowano na podstawie materiału źródłowego.
1. "Pocieszanka" (sł. M.Dagnan, muz. A.Rybiński)
2. "Moje królestwo" (sł. A.Brzeski, muz. A.Brzeski, T.Bajerski)
3. "Idź swoją drogą" (sł. J.Kofta, muz. E.Dębicki)
4. "Zapowiedź Edyta Geppert i Piotr Loretz
5. "Na Krakowskim czy w Nohant" (sł. W.Młynarski, muz. F.Chopin)
6. "Kamień i mgła" (sł. A.Poniedzielski, muz. R.Ziemlański)
7. "Zamiast" (sł. M.Czapińska, muz. W.Korcz)
8. "Pamiętna wycieczka" (sł. A.Łamtiugina, muz. W.Korcz)
9. "Zdradzonym i bezbronnym" (sł. M.Dagnan, muz. S.Krajewski)
10. "Rozmowa z Dziadkiem" (sł. i muz. J.Porębski)
11. "Hej człowieku" (sł. W.Młynarski, muz. A.Rutkowski)
12. "Ciałko" (sł. i muz. J.Porębski)
13. "Moje królestwo" (sł. A.Brzeski, muz. A.Brzeski, T.Bajerski)
14. "Och życie, kocham Cię nad życie" (sł. W.Młynarski, muz. W.Korcz)
15. "Nie jest źle" (sł. E.Dąbała i M.Dagnan, muz. S.Krajewski)